# Albert Schinzinger (Mediziner)
Albert Schinzinger (*  2. Februar 1827 in Freiburg im Breisgau; † 24. Juli 1911 ebenda) war ein deutscher Chirurg und Hochschullehrer.

## Leben
Schinzinger stammte aus einem alten Freiburger Geschlecht. Der Professor der Kirchengeschichte Joseph Anton Schinzinger war sein Großonkel. Albert Schinzinger studierte an der Albert-Ludwigs-Universität Freiburg und der Universität Wien. 1847 wurde er Mitglied des Corps Suevia Freiburg. Er kämpfte in der Badischen Revolution. Als  Schüler von Louis Stromeyer wurde er 1850 promoviert. Seit 1853 habilitiert, wurde er 1860 außerordentlicher Professor. Im Deutsch-Französischen Krieg leitete er das große Reserve-Lazarett in Schwetzingen. 1871 wurde er Lehrstuhlinhaber für Chirurgie. Ab 1872 leitete er die chirurgische Privatklinik im Mutterhaus der Barmherzigen Schwestern in Freiburg im Breisgau. Schinzinger war der erste Mediziner, der die Ovariektomie zur Minderung des Brustkrebsrisikos und die Kastration zur Behandlung inoperabler Brustkarzinome empfahl (1889).

## Familie
Albert Schinzinger war mit Anne Josefa geborene Schalke (1832–1874) verheiratet. Die Familie lebte, bedingt durch die Tätigkeit des Familienoberhauptes, in Freiburg. Aus der Ehe gingen 2 Töchter und 4 Söhne hervor. Zu ihnen gehörte der älteste Sohn Albert Schinzinger (1856–1926), der viele Jahre in Japan lebte und zum General-Konsul für Japan ernannt wurde.  Der jüngste Sohn war Robert (geboren 1865), dessen Sohn Robert 1923 in Japan eine Professur erhielt.

## Ehrungen

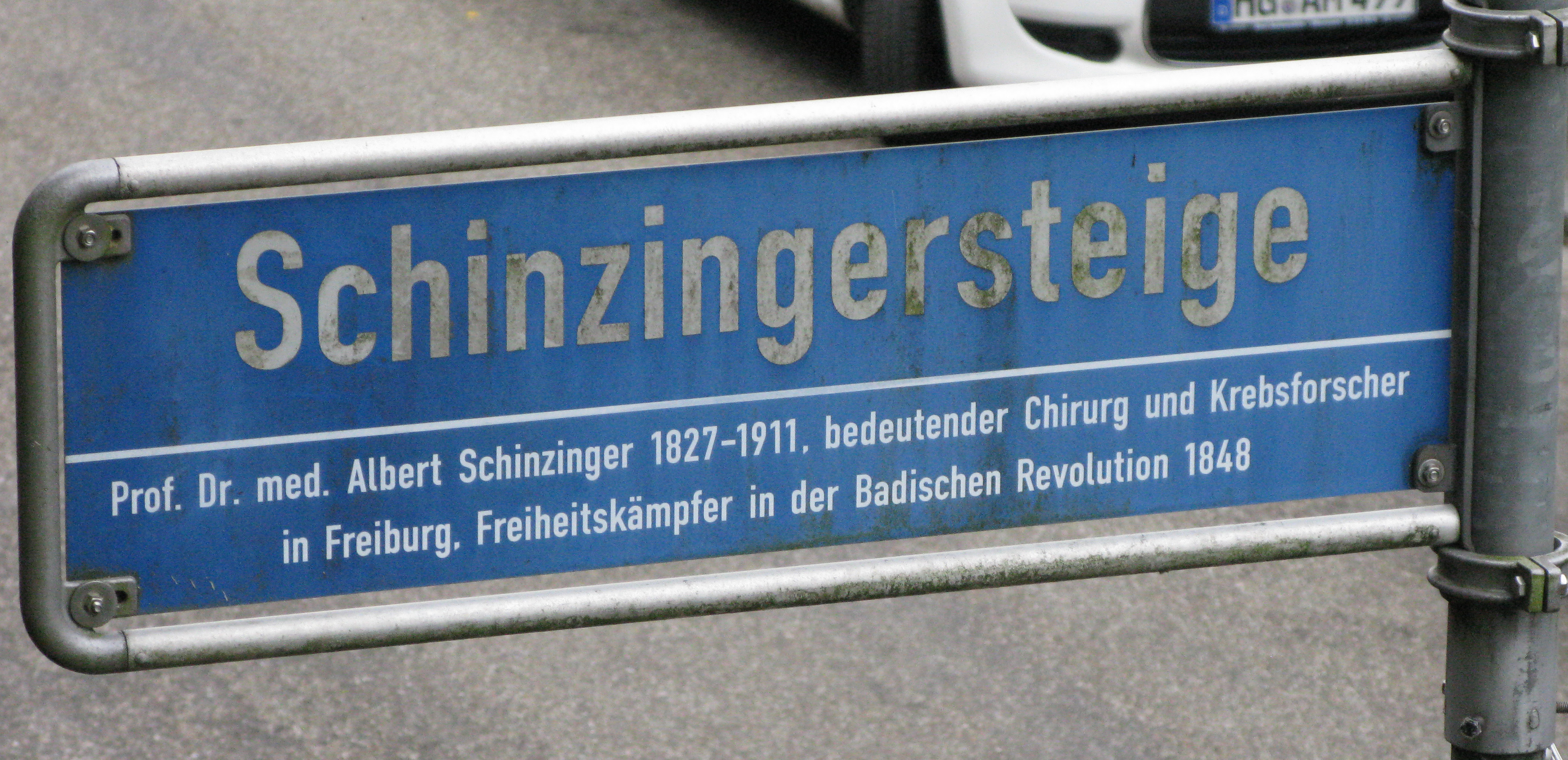
Straßenschild in Freiburg

- Geheimer Hofrat
- Schinzingersteige in Freiburg

## Schriften (Auswahl)
- Die complicirten Luxationen (1858) Digitalisat
- Mittheilungen aus dem Gebiete der Luxationen und Fracturen, Preußische Vierteljahresschrift 1862 und 1865
- Das Reservelazareth Schwezingen (1871)
- Die Jodoformbehandlung (1883)
- Diskussionsbeitrag über Carcinoma mammae. In: Verhandlungen der deutschen Gesellschaft für Chirurgie. Band 1, 1889, S. 28 ff.
- Mittheilungen aus dem Gebiete der Luxationen und Fracturen (1896).

Ansonsten schrieb er über Verletzungen des Fersenbeins, Eingriffe an der Schilddrüse, Luxationen und Resektionen.